# Kostry-Noski
Kostry-Noski – wieś w Polsce położona w województwie podlaskim, w powiecie wysokomazowieckim, w gminie Nowe Piekuty.
W latach 1975–1998 miejscowość administracyjnie należała do województwa łomżyńskiego.
Wierni kościoła rzymskokatolickiego należą do parafii św. Kazimierza w Nowych Piekutach.

## Historia wsi
Wieś założona nad rzeką Mianki, wzmiankowana w roku 1637. Miano Nosek było przydomkiem jednej z linii rodu Kostrów i stąd wywodzi się nazwa wsi. Na mapie z 1795 roku pojawia się nazwa Kostry Wyszonki Noski, która wskazywała na przynależność miejscowości do parafii Wyszonki.
W I Rzeczypospolitej miejscowość leżała w ziemi bielskiej.
W roku 1827 Kostry-Noski liczyły 25 domów (dymów) i 203 mieszkańców.
Pod koniec XIX w. wieś drobnoszlachecka w powiecie mazowieckim, gmina Piekuty, parafia Wyszonki. Domów 29, mieszkańców 305. Grunty w glebie średniej o powierzchni 364 morgów.
W 1891 naliczono 30 gospodarzy. Średnie gospodarstwo miało około 7,5 ha powierzchni. W 1921 wieś liczyła 36 domów i 205 mieszkańców, w tym 5 prawosławnych.
16 października 1937 do wsi Wyszonki Kościelne,  w większości zamieszkanej przez Żydów, przyjechało 100 narodowców, walczących o jednolitą narodowościowo wielką Polskę, którzy mieli jedno zadanie: zaatakować, pobić i przegnać tylu Żydów, ilu zdołają. W obronie zaatakowanych stanęła polska Policja, która rozgoniła  faszystowską bojówkę przy użyciu broni. Podczas obrony jeden z narodowców – Antoni Czajkowski (1902–1935), pochodzący ze wsi Kostry-Noski zginął. Na  cmentarzu we wsi Wyszonki Kościelne znajduje się jego grób z inskrypcją – wierszykiem: W parafii Wyszonki, ze wsi Kostry Noski, padł za nową Polskę kolega Czajkowski. Poszedł z kolegami, wygnać Żydów z wioski, wówczas zastrzelił go policjant polski oraz informacją, że poległ w walce o wielką Polskę narodową. Cześć bojownikowi.
27.07.1948. poległ na kolonii wsi Kostry-Noski w starciu z obławą MO st. strz./sierż. Witold Godzisz "Radio", erkaemista w 4. szwadronie 5. Wileńskiej Brygady AK (potem w szeregach 6. Wileńskiej Brygady AK). Pochowany został w lesie nieopodal wsi Pruszanka-Baranki.
W roku 1956 zorganizowano Ochotniczą Straż Pożarną. Obecnie liczy 35 członków, w tym 6 w Młodzieżowej Drużynie Pożarniczej.
Po wojnie powstała tu szkoła podstawowa. Istniała do końca sierpnia 2003 roku. Uchwałą Nr VII/26/03 Rady Gminy Nowe Piekuty z dnia 27 marca 2003 roku została zlikwidowana.
W 2008 roku miejscowość liczyła 32 domy i 139 mieszkańców.